# Донирање ембриона
Донирање ембриона je посебним медицинским и правним прописима регулисанo људско право на  трансфер ембриона који је настао од репродуктивних ћелија неког другог пара, а не реципијента и њеног партнера.

## Историја
У прошлости жена је једино могла да остане трудна и да роди дете, само са сопственим јајним ћелијама. То је ограничавало жене, које су због броја година или из неког другог медицинског или генетског разлога остале без својих властитих репродуктивних ћелија, да постану мајке, однсо  остваре трудноћу и да роде сопствено дете. Такође и за жене које су носиоци неких озбиљних и наследних болести, а које нису желеле да је пренесу на своје потомство, остајале су без потомства.
Област медицински асистиране репродукције почела је да се развија пре више од пола века, и до данас су њене могућности постале изузетно велике и све рапрострањеније.
На ову проблематику међу првима у свету указао и др Петар Радовић, још 1967. године на Петом конгресу гинеколога акушера у Сиднеју, када је говорио о могућностима трансплантације оплођене јајне ћелије у хуманој репродукцији, односно подразумевала могућност да мушкарац добије своје биолошко дете, док би његова супруга имала улогу гестацијске мајке. Наиме, његова идеја је подразумевала проналажење донора јајне ћелије, а затим инсеминацију генетским материјалом мушкарца чија жена је неплодна. Након тога, извршио би се трансфер оплођене јајне ћелије у тело жене која не може природним путем да остане у другом стању.
Међутим како се наводи у свим енциклопедијама, све је почело од Роберта Едвардса и Патрика Стептоа, који с неизоставно и истовремено помињу као први научници који су успели да, сада већ превише пута употребљену, синтагму „беба из епрувете“, реализују 25. јула 1978. рођењем детета. Овај огроман корак у науци и човечанству који се приписује Роберте Едвардсу и Патрику Стептону, потврђен је 2010. године, доделом Нобелова награда за медицину или физиологију професору Роберту Едвардсу (али не и Стептоу, јер се Нобелова награда не додељује постхумно) за развој „in vitro” фертилизације.
Увођењем нових Закона о БМПО у многим земљама света укључујући и Србију од 2017. године омогућена је донација јаних ћелија, односно ембриона.

## Опште разматрања
Сваки вид репродукције, па самим тим и донирање ембриона може се сматрати колаборативним чином, јер у овом постуку учествују углавном бар два лица. Тако је израз „колаборативна репродукција“ нарочито  подесан у случајевима када се ради о поступцима који захтевају учешће трећих лица, без обзира да ли је у питању донирана јајна или семена ћелија или се ради о донирању ембриона.
Како из одређених медицинских разлога, поједина лица своју жељу за потомством могу остварити само уз помоћ донираног генетског материјала,  ова жеља, може се сматрати и саставни делом лечење стерилитета. 

## Врсте донације
Донације јајних ћелија
Програм донације јајних ћелија, под условом да је давалац јајних ћелија дао писмени пристанак за даривање, препоручује у следећим случајевима:
- преурањена менопауза,
- серија неуспешних покушаја вантелесне оплодње
- историја побачаја
- историја лошег квалитета јаних ћелија
- историја наследних болести
- непостојање одговора или слабог одговора јајника на стимулацију жене преко 40 година
- непостојања јајника

Донације сперматозоида
Давалац семених ћелија је мушкарац, који је дао писмени пристанак за даривање, семене ћелије која ће бити употребљавана за оплодњу жене која није његова супруга, односно ванбрачна партнерка.
Донирање сперматозоида (семених ћелија мушкарца) као други тип вантелесне оплодње заснован на коришћењем сперматозоида анонимног донора, најчешћа је индикациковано код:
- Азооспермија — без обзира на њено порекло.
- Наследне болести  — у породици, односно у случајевима када се у породичној анамнези мушкарца дијагностикују наследне болести које се могу пренети на потомство.

Донација ембриона
Код одређеног броја парова се због разних индикација, нпр. код парова којима је у исто време потребна донација јајне ћелије и донација сперматозоида, односно у  у најтежим комбинованим случајевима неплодности подеснија је донација ембриона. 
Програм донације ембриона препоручује се у следећим случајевима:
- Преурањена менопаузе
- Серије неуспешних покушаја вантелесне оплодње
- Историје побачаја
- Историје лошег квалитета репродуктивних ћелија
- Историје наследних болести
- Непостојања одговора или слабог одговора јајника на стимулацију
- Жене преко 40 година
- Непостојања јајника
- Азооспермија...

Као најчести давоци ембриона у пракси су
- Супружници даваоци ембриона, који су одустали од коришћења својих ембриона
- Ванбрачни партнери који су одустали од коришћења својих ембриона.

Такви давоци ембриона су настали у поступку хомологне оплодње, након што су одлучили да не желе више да их користе за сопствену оплодњу.
Даваоци ембриона, исто као идаваоци јајних ћелија и смперматозоида морају дати писмени пристанак за употребу свог ембриона у оплодњи других супружника, односно ванбрачних партнера, или жена која живе саме.

## Правне и друге дилеме
Иако репродуктивна слобода, само по себи на известан начин колаборира са правом на репродукцију, донирања ембриона изазива бројна морална, етичка и правна питања, собзиром да се у репродукцију, укључују трећа лица, која касније према детету неће имати никаква права и обавезе. Та чињеница  може бити спорна јер угрожава права детета, могућношћу да дете буде повезано са више лица, „па чак и да генетски буде повезано са три лица”, од којих ће се двоје старати о њему, што само по себи  када су у поступак била укључена и друга лица, може довести у питање поједина права детета.
У зависности од проблема, односно да ли је неплодност установљена код жене или мушкарца, поступак медицински асистиране репродукције (акроним МАР) обавља:
- донираним јајних ћелија,
- донирањем семених ћелија,
- истовременим донирањем и јајних и семених ћелија, тако да се у том случају ради о донацији ембриона.[1]

| Држава           | Ограничење у годинама                      | Само медицинске индикације | Парови искључиво | Ексклузивно хетеросексуални |
| ---------------- | ------------------------------------------ | -------------------------- | ---------------- | --------------------------- |
| Аустрија         | Нема                                       | Да                         | Да               | Да                          |
| Белгија          | Стриктно < 45                              | Ne                         | Ne               | Ne                          |
| Данска           | Стриктно < 45                              | Ne                         | Ne               | Ne                          |
| Финска           | Нема                                       | Ne                         | Ne               | Ne                          |
| Француска        | Нема јасних граница (репродуктивни период) | Da                         | Da               | Da                          |
| Немачка          | Nema                                       | Da                         | Da               | Da                          |
| Грчка            | Стриктно < 50                              | Ne                         | Ne               | Ne                          |
| Мађарска         | Нема                                       | Ne                         | Ne               | Da                          |
| Италија          | Нема јасних граница (репродуктивни период) | Da                         | Da               | Da                          |
| Холандија        | Стриктно < 45                              | Da                         | Ne               | Ne                          |
| Португалија      | Нема                                       | Da                         | Da               | Da                          |
| Шпанија          | Нема                                       | Ne                         | Ne               | Ne                          |
| Швајцарска       | Нема јасних граница (репродуктивни период) | Da                         | Da               | Da                          |
| Шведска          | Нема јасних граница (репродуктивни период) | Da                         | Da               | Ne                          |
| Велика Британија | Нема                                       | Ne                         | Ne               | Ne                          |

## Правна регулатива донирања ембриона у Србији
Законом о биомедицински потпомогнутој оплодњи омогућено је паровима у Републици Србији увоз, односно извоз репродуктивних ћелија и ембриона под контролисаним условима (према строгим правилима о квалитету у биомедицински потпомогнутој оплодњи, чиме су створени услови да грађани Републике Србије могу бити даваоци својих репродуктивних ћелија (јајних ћелија и сперматозоида) и ембриона.
Такође по овом закону грађани Србије могу учествовати и у поступку са дарованим репродуктивним ћелијама и ембрионима, по коме је  према овом Закону...„даровање репродуктивних ћелија и ембриона један несебичан и добровољан чин, и да се он не наплаћује.”
| Поступак                                                         | Садржај активности, прикупљених података |
| ---------------------------------------------------------------- | --- |
| Подаци о даваоцу репродуктивних ћелија и ембриона                | - лични идентификациони број; - лични подаци даваоца (име и презиме, име једног родитеља, девојачко презиме, датум рођења, ЈМБГ, место рођења, држава рођења, држављанство, број личне карте, односно број пасоша, брачно стање, висина (у центиметрима), тежина (у килограмима), боја очију, боја косе – природна, структура косе, крвна група, Рх фактор, раса, податак да ли је давалац усвојен и да ли је зачет дарованим репродуктивним ћелијама; - лична и породична анамнеза - резултати урађених прегледа и тестова и то: ХИВ инфекција, симптоматски и асимптоматски облок Б и C хепатитиса, хумани Т-лимфоропни вирус Тип I, II, III (ХТЛВ), цитомегаловирус (CMV вирус), сифилис, гонореја, инфекције хламидије, микоплазме или уреаплазме, хемофилија и други поремећаји коагулације, скрининг на цистичну фиброзу, а у односу на историју болести, анамнезу и на генетску процену и одређене тропске болести; - датум давања изјаве за донирање и коришћење репродуктивних ћелија; - датум прикупљања репродуктивних ћелија; - датум повлачења пристанка за донирање и коришћење репродуктивних ћелија (да ли постоји или не) датум последње провере да ли је донор репродуктивних ћелија жив. |
| Подаци о примаоцу ембриона                                       | - лични идентификациони број; - лични подаци примаоца (име и презиме, име једног родитеља, девојачко презиме, датум рођења, ЈМБГ, место рођења, држава рођења, држављанство, број личне карте, односно број пасоша, брачно стање, висина (у центиметрима), тежина (у килограмима), боја очију, боја косе – природна, структура косе, крвна група, Рх фактор, раса, податак да ли је давалац усвојен и да ли је зачет дарованим репродуктивним ћелијама; - лична и породична анамнеза - резултати урађених прегледа и тестова и то: ХИВ инфекција, симптоматски и асимптоматски облок Б и C хепатитиса, хумани Т-лимфоропни вирус Тип I, II, III (ХТЛВ), цитомегаловирус (CMV вирус), сифилис, гонореја, инфекције хламидије, микоплазме или уреаплазме, хемофилија и други поремећаји коагулације, скрининг на цистичну фиброзу, а у односу на историју болести, анамнезу и на генетску процену и одређене тропске болести; - датум давања изјаве за коришћење репродуктивних ћелија; - датум повлачења пристанка за коришћење репродуктивних ћелија (да ли постоји или не) |
| Подаци о дарованим репродуктивним ћелијама, ткивима и ембрионима | - идентификациони број репродуктивних ћелија - дан, месец и година узимања репродуктивних ћелија - број узетих репродуктивних ћелија - број употребљених репродуктивних ћелија, оплођених јајних ћелија - број узетих ембриона - број употребљених ембриона - број чуваних ембриона - исход поступка |
| Правно и психосоцијално саветовање                               | - Супружника, ванбрачних партнера или самосталних жена заједно са надлежним специјалистом. |
| Подучавање лекара                                                | - О поступку чувања репродуктивних ћелија и ембриона, - О року чувања ембриона - Одлуци о неупотребљеним ембрионима. |